# Пальмаридж
Пальмариджі (італ. Palmariggi, сиц. Parmarici) — муніципалітет в Італії, у регіоні Апулія, провінція Лечче.
Пальмариджі розташований на відстані близько 540 км на схід від Рима, 170 км на південний схід від Барі, 31 км на південний схід від Лечче.
Населення — 1527 осіб (2014).

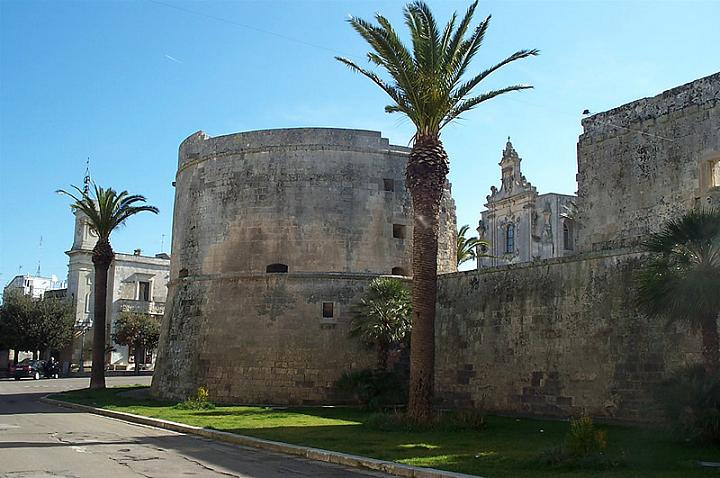

Щорічний фестиваль відбувається останньої неділі липня. Покровитель — Maria Vergine della Palma.

## Демографія
Населення за роками:

Станом на 1 січня 2023 року в муніципалітеті офіційно проживало 12 іноземців з 4 країн, серед них 8 громадян країн Євросоюзу.

## Сусідні муніципалітети
- Баньоло-дель-Саленто
- Канноле
- Джуджанелло
- Джурдіньяно
- Мальє
- Муро-Леччезе
- Отранто